# Vela (Guarda)
Vela é uma povoação portuguesa sede da Freguesia de Vela do Município da Guarda, freguesia com 21,0 km² de área e 423 habitantes (censo de 2021), tendo, por isso, uma densidade populacional de 20,1 hab./km².

## Lugares
A esta freguesia pertencem os lugares de:
- Amezendinha
- Arneiro
- Bogalha
- Fontão
- Moitas
- Pequito de Cima
- Portomé
- Quinta da Levada
- Santo Amaro
- Vale de Mourão
- Vela
- Vendas da Vela

## Património
- Quinta dos Lameiros[3]

## Personalidades ilustres
- Visconde da Vela
- Alfredo Perpétuo

## Demografia
A população registada nos censos foi:
| Distribuição da População por Grupos Etários | Distribuição da População por Grupos Etários | Distribuição da População por Grupos Etários | Distribuição da População por Grupos Etários | Distribuição da População por Grupos Etários |
| -------------------------------------------- | -------------------------------------------- | -------------------------------------------- | -------------------------------------------- | -------------------------------------------- |
| Ano                                          | 0-14 Anos                                    | 15-24 Anos                                   | 25-64 Anos                                   | > 65 Anos                                    |
| 2001                                         | 50                                           | 35                                           | 196                                          | 286                                          |
| 2011                                         | 33                                           | 36                                           | 174                                          | 247                                          |
| 2021                                         | 20                                           | 30                                           | 154                                          | 219                                          |